# Ormosia lineata
Ormosia lineata là một loài ruồi trong họ Limoniidae. Chúng phân bố ở miền Cổ bắc.